# Bova Marina
Pour les articles homonymes, voir Bova.
Bova Marina est une commune italienne de la province de Reggio de Calabre, dans la région Calabre.

## Histoire
En 1986, des vestiges de la synagogue de Bova Marina, datant du IVe siècle, ont été découverts.

## Administration
| Période                                  | Période | Identité | Étiquette | Qualité |
| ---------------------------------------- | ------- | -------- | --------- | ------- |
|                                          |         |          |           |         |
| Les données manquantes sont à compléter. |         |          |           |         |

### Hameaux
Mesofugna, Amigdalà, Borgo, Centro, Costa dei Saraceni, Apambero, San Pasquale.

### Communes limitrophes
Bova, Condofuri, Palizzi.